# Mugró

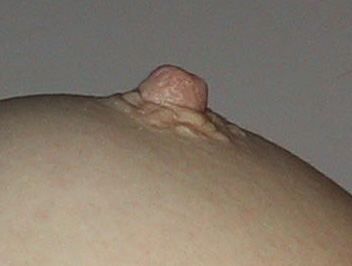
Mugró humà femení

En els mamífers teris, un mugró és una protuberància petita a la part més o menys central del pit o mamella que conté entre quinze i vint conductes lactis disposats al seu voltant, rodejada d'una àrea de pell sensible amb una pigmentació més fosca, coneguda com a arèola. La seva mida és d'aproximadament un centímetre de diàmetre i un centímetre de longitud. La seva finalitat fisiològica en les femelles és oferir al lactant la llet que produeixen les glàndules mamàries durant l'embaràs i el període de lactància de l'infant. En els mascles, els mugrons no tenen cap funció, excepte en alguns casos excepcionals de lactància masculina.

## Etimologia
Les primeres referències al terme "mugró" es troben al segle XVII; el seu origen és incert, tot i que podria derivar del llatí mucro, -ōnis, que es tradueix com "punta". No obstant, les variants dialectals "mocoró", "mugaró", "mugoró" o "mugueró" insinuen un possible origen preromà, com ara el sard "mógoro", traduït com a 'puig baix', que pareix en termes bascos i mediterranis fins al Caucas.